# Talas American College
Das Talas American College (Talas Amerikan Koleji oder Talas Amerikan Ortaokulu in Türkisch) war eine weiterführende Schule für Jungen und Mädchen in Talas in der Provinz Kayseri in der Türkei.
Das College wurde im Jahre 1871 durch den US-amerikanischen Missionar James L. Fowle gegründet und von Henry K. Wingate im Jahr 1889 in ein weiterführendes Internat umgewandelt. Seit der Vollendung eines größeren Gebäudes im Jahre 1906 bestand das College aus zwei getrennten Schulgebäuden, eines für Mädchen und eines für Jungen. Das College wurde im Jahr 1968 nach 86 Jahren, in denen viele bekannte Personen diese Schule absolvierten, geschlossen.
Das Gebäude der Jungenschule wird seit 1976 von dem Provinzamt für Sport und Jugend verwendet. Das Gebäude der Mädchenschule, das 1911 auch als Krankenhaus verwendet wurde, wird seit 1976 von der Erciyes Universität genutzt.